# Lurio lethierryi
Lurio lethierryi là một loài nhện trong họ Salticidae.
Loài này thuộc chi Lurio. Lurio lethierryi được Władysław Taczanowski miêu tả năm 1872.